# Gryllus vulcanus
Gryllus vulcanus (лат.) — вид прямокрылых насекомых из семейства сверчков. Эндемики США.

## Распространение
Северная Америка: США (Нью-Мексико, El Malpais National Monument), на высоте около 2 км.

## Описание
Сверчки чёрного цвета (задние бёдра светлее, на внутренней поверхности до красного). Отличаются от близких видов (Gryllus leei, Gryllus longicercus) особенностями морфологии (мелкие и средние размеры, блестящая переднеспинка, короткие задние крылья, церки длиннее яйцеклада), ДНК и акустической коммуникации (пения), местами обитания (только на застывшей вулканической лаве, а не на скалистых участках). Вид был впервые описан в 2019 году американскими энтомологами Дэвидом Вейссманом (David B. Weissman; Department of Entomology, Калифорнийская академия наук, Золотые ворота, Сан-Франциско, США) и Дэвидом Грэем (David A. Gray; Department of Biology, Университет штата Калифорния, Northridge, Калифорния). Видовое название vulcanus связано с древнеримским мифом. Вулкан (лат. Vulcanus) — бог лавы и дыма, включая огни вулканов, потому что потоки лавы создали среду обитания этого сверчка.